# Aphoebantus schlingeri
Aphoebantus schlingeri är en tvåvingeart som beskrevs av Hall 1957. Aphoebantus schlingeri ingår i släktet Aphoebantus och familjen svävflugor.
Artens utbredningsområde är Kalifornien. Inga underarter finns listade i Catalogue of Life.